# Plesiops corallicola
Plesiops corallicola är en fiskart som beskrevs av Bleeker, 1853. Plesiops corallicola ingår i släktet Plesiops och familjen Plesiopidae. Inga underarter finns listade i Catalogue of Life.